# トラッシュ・テイスト
Trash Taste(トラッシュ・テイスト)は、GeeXPlusの運営する、アニメ系YouTuberであるジョーイ・ビジンジャー（The Anime Man） 、 ガーント・マニタポ（Gigguk）、コナー・コフルン（CDawgVA）らによるポッドキャスト。
「Trash Taste」とは「くだらない嗜好・意見」を意味する。

## 歴史
BOOK☆WALKERの子会社であるGeeXPlusは以前からガーント、ジョーイ、コナーらを支援していた。2019年のアニメ・エキスポの最終日、ガーントとコナーの日本移住に関する契約がまとまり、ガーントが2016年の『PodTaku』終了から描いていた新しいポッドキャストの構想が実現へ向けて動き出した。
収録場所の賃貸契約などの面でサポートを必要とした3人はGeeXPlusに企画をプレゼンした  。命名に際してガーントは「アニメ系ポッドキャストとして売り出すが、アニメ以外としても通用する名前」として「The Salt Room」、「Men of Culture」、「Trash Taste」の3つの案を出したが、当初は全員が「Trash Taste はない」と考えていた。これは「ブランディングの観点からネガティブな単語は避けるべきという先入観があった」為だという。しかし、一夜明けると全員が「Trash Taste が一番的確な名前」だという意見に変わった。
企画は2020年2月に始動した。東京で防音のアパートを見つけることは難しく、賃貸料金も馬鹿にならないため、最初のスタジオは東京近郊のミュージシャン用防音アパートの一室を改装したもので、広さは最低限ギリギリだった。また、誰も対面形式のポッドキャストの運営経験が無かったため、収録機材やセットなどは半ば当てずっぽうのような形で決まるなど、企画の大きさに反して粗放なスタートとなった。
2020年6月6日、最初のエピソードがYouTubeに配信された。当初は1年間でチャンネル登録者10万人を目標としていたが、約1週間で達成した。
2020年7月4日には初のゲストとしてクリス・ブロード（Abroad in Japan）を迎えた。2020年8月26日に初の特別編（題して「Trash Taste Special」）が配信された。
2021年5月26日、収録スタジオを移転するとともに、それまでの54回をシーズン1として新スタジオでのシーズン2がスタートした。 
2021年6月17日、日本外国特派員協会に招待され、同協会のYouTubeチャンネルにおいて「日本を拠点とするYouTuberによるライブポッドキャストイベント」が配信された。 インタビュー形式で内容は日本での生活からTrash Tasteを始める経緯まで多岐にわたり、同協会の月間会報誌「Number 1 Shimbun」2021年6月号にも掲載された。 
2022年2月4日時点で、YouTubeをはじめApple Podcasts、Spotify他各種配信サイトで配信している。

## 形式
各エピソードは1〜3時間で、毎週土曜日更新。エピソード中には提供が入り、終わり際にはPatreon支援者のリストが流れる。イントロ、アウトロではタイトルカードが表示され、Causmicによる著作権フリーの曲「Soul Searching」が流れる。 
ポッドキャストのプロデューサーを務めるのは3人のマネージャーでもあるメイリーンで、編集はトーマス・リスマス（MudanTV）が務める。
2022年2月4日時点で84本の通常のエピソードと5本の特別編が投稿されている。通常のエピソードでは、親しい友人同士でもある3人が雑談する形式で進行する。議論内容はアニメに限らず、オタク文化、日本での生活、最近のニュースやエピソードに用意されたテーマについてなど、さまざまな話題を掘り下げる。
時折ゲストを招くこともあり、2022年1月28日までにYouTuber、VTuber、タレント、アニメーター、歌手、声優などがゲストとして登場した。ゲスト回では3人からゲストへの雑談を交えたインタビューがメインとなるが、クリス・ブロードなど何度も出演している非常に親しい人物の場合は雑談がメインとなることもある。また、今後PewDiePie 、 Cr1TiKaL(英語版) 、 ケビン・ペンキンらをゲストに招きたいとしており、彼らも新型コロナウイルスによるパンデミックが収束し、渡航制限が解除されれば出演するつもりだと返答している。

## YouTubeでの活動
YouTubeには3つのチャンネルがある。メインチャンネルである「Trash Taste」では特別編を含めたすべてのエピソードが配信されており、チャンネル登録者数は2021年8月13日時点で103万人を超える。
サブチャンネルの「Trash Taste Highlights」はエピソード中の重要なシーン、面白いシーンなどを切り抜いた短い動画が投稿されるチャンネルで、2021年8月13日時点で50万8,000人の登録者がいる。 
「Trash Taste After Dark」チャンネルにはTwitchでのライブ配信を編集したものが投稿される。2019年8月23日に作成され、2021年1月28日に最初の動画が投稿された。2021年8月13日時点で28万1000人の登録者がいる。 

上記3つのYouTubeチャンネルに加えて、「trashtastepodcast」というTwitchチャンネルで毎週火曜日、エピソードの収録後にライブ配信を行っている。主に卓上ゲームやクイズなどの遊びを雑談を交えて行っており、2021年8月13日時点で14万5000人のフォロワーがいる。

### 特別編
不定期で通常のエピソードに代わって配信される特別編はチェス、ドリフト体験、サイクリングなど、収録スタジオ外で行われる特別な活動を撮影・編集したもの。2022年2月時点で5本配信されている。

YouTubeでのみ視聴可能。

## 評価
一般的に好感を持って受け止められており、Apple PodcastsやPodbay.fmを含む複数のポッドキャストのレビューサイトにおいて5つ星評価を受けている他、各種カテゴリ内で上位に位置している。